# Hahncappsia purulhalis
Hahncappsia purulhalis là một loài bướm đêm trong họ Crambidae.